# Beate Habetz
Beate Habetz (ur. 16 stycznia 1961 w Brauweiler) – niemiecka kolarka szosowa reprezentująca RFN, dwukrotna medalistka mistrzostw świata.

## Kariera
Największy sukces w karierze Beate Habetz osiągnęła w 1978 roku, kiedy zdobyła złoty medal w wyścigu ze startu wspólnego podczas mistrzostw świata w Nürburgring. W zawodach tych wyprzedziła bezpośrednio Holenderkę Keetie van Oosten-Hage oraz Włoszkę Emanuellę Lorenzon. Na rozgrywanych rok później mistrzostwach świata w Valkenburgu w tej samej konkurencji była trzecia, przegrywając jedynie z Petrą de Bruin z Holandii i Belgijką Jenny De Smet. Ponadto pięciokrotnie zdobywała mistrzostwo RFN (w latach 1977, 1978, 1980, 1982 i 1983). Nigdy nie wzięła udziału w igrzyskach olimpijskich.
Jej siostra Gabi, mąż Werner Stauff oraz syn Andreas Stauff także uprawiali kolarstwo.